# Närkes runinskrifter 27
Närkes runinskrifter 27 är en bildsten med inristade slingor som finns i inre sidan av kyrkogårdsmuren nära Glanshammars kyrkas kor i Glanshammars socken, Örebro kommun.
Stenen är av svart, glimmerrik granit och är 122 cm hög och 60 cm bred vid rotändan. Den innehåller endast ornamentik och inga runor och ristades troligtvis i mitten eller slutet av 1000-talet. Stenen uppvisar en del skador; bland annat är toppen avslagen så ursprungligen har den varit avsevärt högre.
Möjligen har Nä 27 ursprungligen varit en del av ett minnesmärke tillsammans med Nä 26. 